# Köcsögduda
A köcsögduda (más néven: hüppögtető, hüppögő, köpü vagy huhogó döfü szötyök, bika, burrogatató) egy dörzsöléssel megszólaltatott membranofon hangszer. A magyar népzene egyik meghatározó hangszere.
A köcsögduda valójában egy cserépköcsög, amelyre disznóhólyagot húznak, amiben hangkeltéskor egy nádszálat húzogatnak.
A kisebb-nagyobb vödörnagyságú fa-, cserép-, fémedények (köcsögök, újabban akár nagyobb konzervdoboz is), feszes dobja hólyagon kívül készülhet bőrből is, a középre erősített nádszálon kívül pár arasznyi lószőrcsomót is használnak. Az utóbbit nevezik bikának a moldvai csángók, akik hejgetéshez – újévi köszöntéséhez – használták/használják.
A köcsögduda fontos eszköze a dunántúli regösöknek is, akik nedves ujjal vagy kézzel húzogatva a nádszálat vagy lószőrt szólaltatják meg, amely hüppöget, röfög, burrog, vagy bikabőgésszerű hangot ad.
A hangszer a táncházmozgalom idején nem volt túl népszerű. Feltűnik a Másfélmillió lépés Magyarországon (1979) című filmsorozat Sümegtől az Alpokaljáig című 13. részében is.

## Hasonló hangszerek
- Rokona a Kelet-Európában elterjedt zsinóros frikciós dob, a bika, ám felépítésében különbözik tőle.[3]
- Olaszország déli részén szintén megtalálható a hangszer, melyet sok néven illetnek, így pl. caccavella, puti-puti, pignato, cute-cute, cupellone, bufù és cupa-cupa. Utóbbi Puglia tartományban használatos, mely több más elnevezéshez hasonlóan hangutánzó szó.